# Scharle Péter
Scharle Péter (Budapest, 1940. augusztus 25. – 2022. október 17.) magyar építőmérnök, okleveles mérnök-matematikus szakmérnök, professzor emeritus, a győri Széchenyi István Egyetem Szerkezetépítési és Geotechnikai Tanszékének tanára. A műszaki tudományok kandidátusa (1977).

## Életpályája
1958-ban érettségizett a Piarista Gimnáziumban.1958–1963 között az Építőipari és Közlekedési Műszaki Egyetem építőmérnöki hallgatója volt. 1964–1971 között az UVATERV szerkezettervezője volt. 1969–1970 között a Budapesti Műszaki és Gazdaságtudományi Egyetemen mérnöki matematika szakmérnöki képzésén végzett. 1970–1984 között egyetemi tanársegéd és adjunktus, 1982-től címzetes egyetemi docens volt a Budapesti Műszaki és Gazdaságtudományi Egyetem Mechanikai Tanszéken. 1971–1974 között a Budapesti Műszaki és Gazdaságtudományi Egyetem mechanika tanszékén aspiráns volt. 1972-ben egyetemi doktor lett a Budapesti Műszaki és Gazdaságtudományi Egyetemen. 1974–1984 között az Építéstudományi Intézet osztályvezetője volt.1984–1989 között az Építésügyi és Városfejlesztési Minisztériumnál dolgozott.Az 1990-es évek elejétől az OLI KATTA külső munkatársa volt. 1990–1994 között a Közlekedési, Hírközlési és Vízügyi Minisztérium fejlesztési főosztályvezetője és főtanácsosa, 1994–1997 között a KHVM közlekedési helyettes államtitkára volt. 1997-től a Magyar Pax Romana tagja, 2004-től elnöke volt. 1998-tól a győri Széchenyi István Egyetem egyetemi tanára, 2001–2005 között tanszékvezetője, 2002–2005 között tudományos rektorhelyettese, 2010-től professzor emeritusa volt.

## Családja
Szülei: Scharle Kristóf és Bors Margit voltak. 1964-ben házasságot kötött Tegzes Erzsébettel. Három gyermekük született: András (1965), Mónika (1966) és Ágota (1971).

### Mérnöki, tervezői és szakértői tevékenység
- 1963-1964 KPM Budapesti Közúti Igazgatóság, műszaki ellenőr
- 1964-1971 UVATERV, szerkezettervező mérnök
- 1971-1974 BME Geotechnika és Mechanika T., MTA aspiráns
- 1974-1984 Építéstudományi Intézet, csv., ov., tud. titkár
- 1984-1988 ÉVM Fejlesztési Főosztály, ov., fovh., ftan
- 1989-1998 KöHÉM, KHVM fovh., fov, közl. h.át..,ftan.

### Tudományos, szakmai és közéleti tevékenység
- MTA Elméleti és Alkalmazott Mechanikai Bizottság (1980-tag)
- ISSMGE Magyar Nemzeti Bizottsága (1991- tag, 2000-2005 elnök)
- Magyar Mérnökakadémia (1989- alapító tag, 2002- az elnökség tagja)
- Magyar Mérnöki Kamara (1989- alapító tag, 1998-2003 a BPMK alelnöke, 2005-2007 elnöke,
- 2000 – a MMK elnökségének tagja, 2005-2009 alelnök)
- Association for European Transport (1998- tag, 1998-99 a Council tagja)
- New York Academy of Sciences (1998- tag)
- Innovation: The European Journal of Social Sciences (International Advisory Board, 2000- 2010 tag)
- Magyar Pax Romana (1995- tag, 2001-2004 alelnök, 2004-2010 elnök)
- KEVE (tag)

## Főbb művei
- Építőmérnöki kontinuum feladatok numerikus vizsgálatának néhány kérdése; Építéstudományi Intézet, Bp., 1976 (Tudományos közlemények Építéstudományi Intézet)
- Kurutzné Kovács Márta–Scharle Péter: A végeselem-módszer egyszerű elemei és elemcsaládjai; Műszaki, Bp., 1985
- Pálossy László–Scharle Péter–Szalatkay István: Földtámfalak; Műszaki, Bp., 1985
- Scharle Péter–Szilágyi György: A végeselem-módszer vegyes analitikus eljárásai; Műszaki, Bp., 1986
- Páczelt István–Scharle Péter: A végeselem-módszer a kontinuummechanikában; Műszaki, Bp., 1987
- Dinamika; Universitas-Győr Kht., Győr, 2007
- Lineáris rugalmasságtan. Kókuszdió-héjban; Universitas-Győr, Győr, 2012
- Modellek és játszmák. Válogatás az új évezred írásaiból; PMS 2000 Mérnöki Társaság, Bp., 2020

## Díjak és kitüntetések
- Kiváló Munkáért (1980)
- Eötvös Loránd-díj (1989)[6]
- Baross Gábor-díj (1993)
- ÉTE-díj (1997)
- Zielinski Szilárd-díj (2004)
- A Magyar Köztársasági Érdemrend középkeresztje (2005)
- Széchy Károly-díj (2009)
- Pro Universitate (2011)
- Pro Magyar Pax Romana (2013)